# Кравець Руслан Сергійович
Русла́н Сергі́йович Краве́ць (* 1977) — сержант Збройних сил України, учасник російсько-української війни.

## Життєпис
Сержант за контрактом, службу проходив у бригаді спеціального призначення на Поділлі. По звільненні працював в Києві.
Учасник Євромайдану, був на Майдані, на Грушевського. Одного дня не витримав та зголосився добровольцем. Потрапив в розвідувальну роту 95-ї високомобільної десантної бригади. Незабаром переправили в Херсонську область, охороняли новостворений кордон з Кримом. У травні підрозділ Кравця перекинули на Донеччину, ніс службу на горі Карачун. Коли зайняли перший блокпост сепаратистів, там виявили неймовірну велику кількість шприців.
19 червня 2014-го розвідники отримують наказ — проникнути у район скупчення терористів та превентивними ударами знешкодити їх. Проте через кілька кілометрів руху — біля села Крива Лука Краснолиманського району — десантники потрапили в засідку, по них відкрили вогонь зі стрілецької зброї, гранатометів, мінометів. Розвідники використали димові гранати, займають більш-менш підходящі для оборони бойові позиції, через кілька годин запеклого бою прибула допомога. Після бою бійці нарахували кілька десятків ворожих трупів, загинув боєць Льоша і командир групи розвідників. Кравця важко поранило — граната вибухнула за потилицею, витягував одначе пораненого з поля бою. Тривалий час лікувався у Військово-медичному клінічному центрі Центрального регіону.
У січні 2015-го проходить військово-медичну комісію, яка визначить його придатність до військової служби — оглух на одне вухо.

## Нагороди
31 жовтня 2014 року за особисту мужність і героїзм, виявлені у захисті державного суверенітету та територіальної цілісності України, вірність військовій присязі під час російсько-української війни, відзначений — нагороджений орденом «За мужність» III ступеня.